# U Build Me Up
U Build Me Up ist ein Lied der deutschen Popgruppe Bro’Sis. Es wurde von Blair MacKichan geschrieben und von Fredrik „Fredro“ Ödesjö für das dritte Studioalbum Showtime (2004) produziert.

## Stil und Inhalt
Es handelt sich um einen Midtempo-Contemporary-R&B-Song mit Hip-Hop-Elementen. Der Songtext handelt von einer Person, die in Du-Form angesprochen wird, die mit ihrem widersprüchlichen Verhalten den Erzähler sowohl aufbaut als auch „niederreißt“.

## Musikvideo
Zu dem Song wurde in Berlin mit Katja Kuhl ein 3:43 Minuten langes Musikvideo gedreht und veröffentlicht. Es zeigt die Gruppe unter anderem bei einer Session mit einer Akustikgitarre im Keller des stillgelegten Kraftwerks Rummelsburg – in einem ehemaligen Personalraum – sowie zusammen mit Fans.

## Rezeption
Die Single wurde am 29. März 2004 bei Cheyenne Records und Polydor veröffentlicht. Sie erreichte Platz 20 in Deutschland und Platz 51 in Österreich und wurde zum letzten Charterfolg der Band in den Singlecharts. In Deutschland wurde U Build Me Up zum neunten Charterfolg von Bro’Sis, in Österreich war es der achte Charterfolg in den Singlecharts. MacKichan erreichte hiermit erstmals die Charts in Deutschland und Österreich als Autor.
| ChartsChartplatzierungen | Höchstplatzierung | Wochen |
| ------------------------ | ----------------- | ------ |
| Deutschland (GfK)        | 20 (8 Wo.)        | 8      |
| Österreich (Ö3)          | 51 (4 Wo.)        | 4      |

## Titellisten
U Build Me Up (5. April 2004)
1. U Build Me Up (Radio / Video Edit)
2. U Build Me Up (B&B)
3. U Build Me Up (Long-Version)
4. U Build Me Up (Instrumental)

U Build Me Up (Pock It) (5. April 2004)
1. U Build Me Up (Radio / Video Edit)
2. U Build Me Up (Instrumental)